# Gora Pronchishcheva
Gora Pronchishcheva (englische Transkription von russisch Гора Прончищева Gora Prontschischtschewa, deutsch ‚Prontschischtschew-Berg‘) ist ein Berg im ostantarktischen Mac-Robertson-Land. Er ragt 5 km südöstlich des Mount Kirkby in der Porthos Range der Prince Charles Mountains auf.
Russische Wissenschaftler benannten ihn. Der Namensgeber ist nicht überliefert. Wahrscheinlicher Namensgeber ist der russische Entdecker und Polarforscher Wassili Wassiljewitsch Prontschischtschew (1702–1736).